# Gilles Rousselet
Gilles Rousselet (Parigi, 1610 – Parigi, 15 luglio 1686) è stato un incisore francese.

## Biografia

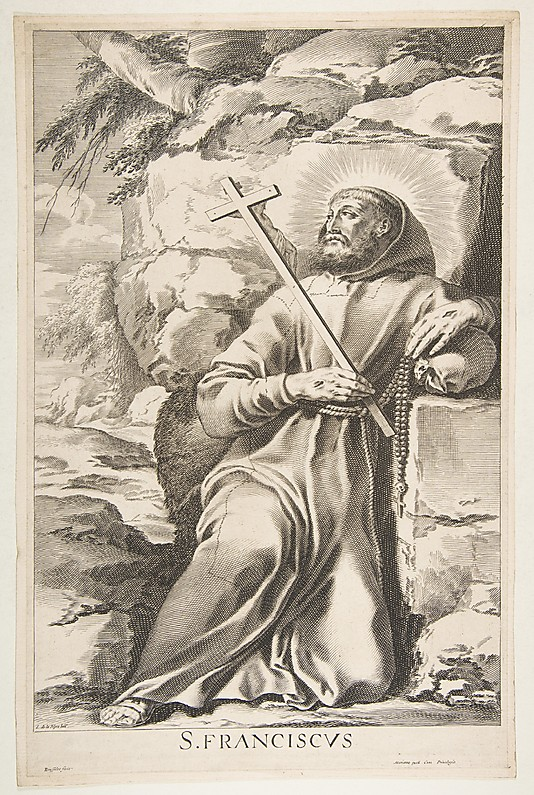
San Francesco, da un'opera di Laurent de La Hyre, incisione, misure foglio: - The Metropolitan Museum of Art, New York

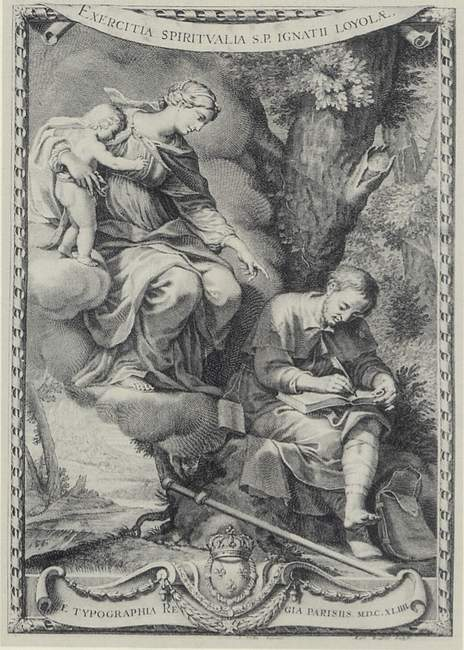
Frontespizio di Exercitia Spiritualia by Ignatius of Loyola, incisione, Loyola University Museum of Art - Chicago

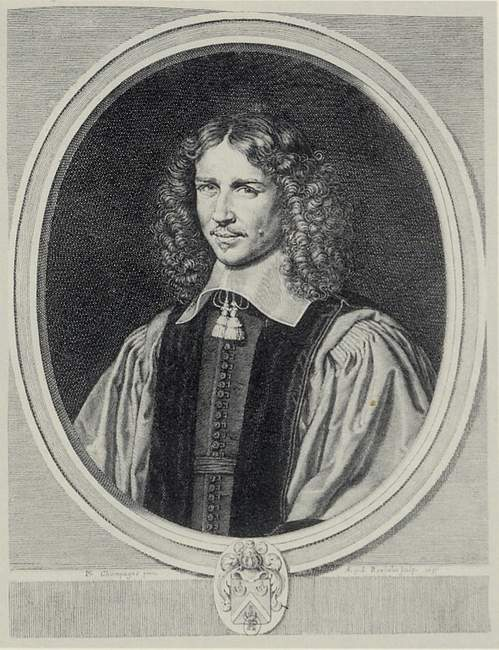
Ritratto di Denis Talon da un'opera di Philippe de Champaigne, incisione, 1641-1642

Figlio di un libraio parigino, si ipotizza che il suo apprendistato sia iniziato con Pierre Firens, considerato uno dei più importanti incisori fiamminghi all'inizio del XVII secolo, anche se non è scartata l'ipotesi che potrebbe essere stato un allievo di Alexander Boudan, dove stampa la sua prima incisione, una Flagellazione di Cristo, datata 1634. Durante questi primi anni impara l'utilizzo del bulino e i lavori dell'incisione, sotto l'influenza di Jacques Callot.

Fino al 1637, per le sue incisioni Rousselet trae ispirazione quasi esclusivamente dai disegni dell'artista Grégoire Huret e del pittore Claude Vignon. Solo nel decennio successivo il suo repertorio inizia a variare, guardando e ispirandosi alle opere e agli artisti della scuola italiana, come Agostino Carracci, e studiando il lavoro dell'incisore italiano Francesco Villamena.

Negli anni successivi incentra il suo lavoro nella realizzazione di incisioni dedicate ai santi, alle diverse allegorie delle stagioni e dei continenti, partendo dai disegni di Claude Vignon e Charles Le Brun (1619-1690), quest'ultimo amico dell'artista sin dal 1637. 

Il loro incontro si rivelò decisivo per entrambi. Rousselet non è solo uno dei primi a incidere le composizioni del giovane pittore, ma rimarrà per tutta la sua vita il suo incisore preferito. Dei 400 lavori attribuiti a Rousselet, poco più di un centinaio, quindi un quarto del suo catalogo, vennero eseguite partendo da modelli di Le Brun. Si deve anche riconoscere che è in queste incisioni che Rousselet si esprime al meglio: la sua incisione è qui più chiara, più semplice, più diretta e forte.
Dal 1641-1642 diventa noto per i suoi ritratti, come quello del cancelliere Pierre Seguier (1588-1672) e del consigliere di stato Denis Talon (1628-1698) e nel 1642, a prova di riconoscimento, fa il suo ingresso con Audran e Karl Abraham Bosse nella nuova Imprimerie Royale du Louvre, nata due anni prima. Fino al 1647, incide le opere di Jacques Stella (1596-1657), tra cui le opere dedicate alla Sacra Bibbia e il frontespizio degli Esercizi Spirituali di Ignazio di Loyola.

Il 2 febbraio del 1645 si sposa nella chiesa di Saint Nicolas des Champs con Judith Le Goux, dalla quale unione nasceranno quattordici figli.

Nel frattempo inizia a reinserire all'interno del suo lavoro, al posto dei frontespizi di teologia e filosofia divenuti meno richiesti, le incisioni incentrate sulle immagini dei santi.

Nei suoi lavori dedicati a San Francesco, San Giovanni Evangelista, San Giovanni Battista, San Sebastiano incisi tra il 1650 e il 1652, da opere di Laurent de La Hyre, la qualità artistica di Rousselet esplode chiaramente: la libertà del fogliame e tronchi d'albero e l'armonia del corpo umano immerso nella luce dimostrano che la lezione di Mellan era stata ampiamente ragionata. La miscela armoniosa di parti lavorate nel petto di San Sebastiano, la libertà di tocco nella nube che circonda la colomba e il crocifisso di Santa Scolastica, la scogliera del San Benedetto, il trattamento informale del ginocchio Gesù in L'Angelo che sorregge il Cristo morto (queste tratte da opere di Le Brun) mostrano tutta l'inventiva di Rousselet.

Tra il 1651 e il 1653, inizia a combinare effetti ottenuti da tratteggi incisi in differenti dimensioni, probabilmente sotto l'influenza delle acqueforti di Van Dyck.

Negli anni 1656 o 1657 si dedica quasi esclusivamente soggetti italiani, nascono così le incisioni dedicate alla figura della Madonna tratte dalle opere di Raffaello e da Pietro da Cortona.

Le due incisioni fanno parte della serie che Rousselet dedica alle Fatiche di Ercole  tratte dai dipinti realizzati tra 1617 ed il 1621 da Guido Reni su commissione di Ferdinando Gonzaga, duca di Mantova, che li volle per la Villa La Favorita presso Mantova. I quadri passarono successivamente nella collezione di Carlo I d'Inghilterra e successivamente nelle proprietà del celebre collezionista d'arte Everhard Jabach. Furono poi acquistati da Luigi XIV di Francia nel 1662, entrando quindi nelle collezioni reali francesi, e divenendo parte del primo nucleo di opere che formeranno le collezioni del Musèe du Louvre, dove oggi sono conservate.

Rousselet trasse le incisioni dai dipinti dopo esser diventato nel 1660 incisore ufficiale del Re Sole, lavorando per il Cabinet de roi.
Le opere di Le Brun restano comunque le sue preferite e grazie al suo supporto si quest'ultimo Rousselet, il 2 giugno 1663, entrerà l’Académie royale de peinture et de sculpture, esponendo poi i suoi lavori all'esposizione del Salons del 1664 e del 1673. Da qui in poi la sua ascesa è rapida: 27 gennaio 1664 viene nominato consigliere, la nomina più alta a cui un incisore può aspirare e due volte, il 13 febbraio 1672 e il 25 gennaio 1676, è responsabile per i conti dell'Accademia. Entro la fine del 1660 viene promosso a incisore del re e ospitato nel palazzi a Gobelins, dove crea il suo laboratorio e lavorerà per il Cabinet de roi.

Qui Rousselet riceverà l'incarico da parte del Re Sole, insieme ad altri importanti incisori dell'epoca come Picart, Masson, Baudet, Chasteau, de Poilly, di creare le incisioni dedicate ai dipinti della alla collezione reale, incidendo 14 capolavori tra cui le Fatiche di Ercole di Guido Reni, il San Michele di Raffaello, i Quattro Evangelisti di Valentin de Boulogne e Il ritrovo di Mosè di Nicolas Poussin che vennero poi assembrate in appositi volumi.
Gli anni 1660-1678 vedono il picco del suo talento d'incisore. Se nel lavoro dedicata all' Annunciazione di Guido Reni, inciso nel 1650, si vede ancora una certa durezza e secchezza, Rousselet qui prima fa vibrare le luci, dai toni caldi come nelle Fatiche di Ercole, passando ad una freddezza ieratica, come nella Deposizione dalla Croce di Le Brun. Le differenze di stile le si possono notare anche confrontando le due versioni della Vergine e il Bambino, da un'opera di Charles Le Brun, incise a 25 anni di distanza l'una dall'altra: mentre nella prima, eseguito nel 1653, le dimensioni sono grandi, dure e troppo concentriche, nella seconda versione, ad oggi ultima opera conosciuta dell'artista, le figure appaiono fluide e leggere. 

Le qualità incisorie di Rousselet diventano qui alte, dove la metodica viene assecondata a beneficio dell'aspetto generale del lavoro. Questa perfetta resa pittorica non è ottenuta per mezzo di nuovo tecniche, ma dalla modernità dei suoi tagli, nella libertà del loro tracciato.
Al culmine della sua carriera egli deve affrontare una cecità sempre più paralizzante che lo obbligherà, nel 1679, a cedere a sua moglie la gestione del suo lavoro.

Rousselet morirà cieco il 15 luglio 1686, seguito da sua moglie il giorno seguente.

## Le opere
Del suo catalogo si contano circa 400 incisioni a lui attribuite.

All'interno del suo repertorio i soggetti religiosi occupano un posto decisamente importante: 155 incisioni sono dedicate alle sacre scritture, quasi un terzo della sua produzione. Fino alla fine del 1640, la vita di Cristo non costituisce un tema speciale, anche se le incisioni tratte dai lavori di Jacques Stella e Claude Vignon evocano soprattutto l'infanzia di Gesù. Sarà tra il 1648 e il 1658 con l'illustrazione del Nuovo Testamento che la tematica diventa davvero importante visto che arriverà ad essere circa il 30% della sua produzione. Le immagini incise riguardano la Vergine e il Bambino, come ad esempio quelli dalle opere di Jacques Blanchard, e la Madonna degli uccelli da un'opera di Stella, la Sacra Famiglia con Santa Elisabetta e San Giovanni Battista di fronte a un paesaggio roccioso dall'opera di Sébastien Bourdon.

Nell'ultima parte della sua carriera, le scene dei Vangeli sono ancora ben presenti nel suo lavoro, ma il tema della Passione di Cristo diventa cupo, più patetico, come nella Ecce Homo e nella Deposizione dalla Croce tratte dalle opere di Le Brun. D'altro canto, le effigi di santi assumono un ruolo altrettanto decisivo nell'opera dell'artista. In un'epoca in cui i canoni del Concilio di Trento vanno contro la Chiesa Anglicana, le stampe di Rousselet mostrano una religione emotiva che utilizza l'immagine dei Padri della Chiesa per toccare il cuore dei fedeli e quindi combattere l'iconoclastia eretica del calvinismo. Se come principale riferimento per tutto il 1630 Rousselet prende spunto dalle opere di Claude Vignon, dal 1640 prenderà spunto dalle opere di La Hyre, Bumblebee e Le Brun.

Questa tematica verrà ripresa anche dopo la parentesi tra gli anni tra il 1638 e il 1644, dove ha realizzato quasi esclusivamente frontespizi di libri e tesi di teologia e filosofia, anch'essa tematica che fu per lui alquanto redditizia, raggiungendo così un pubblico più vasto.
Come il suo contemporaneo, Abraham Bosse, Rousselet è anche conosciuto per le sue incisioni allegoriche e di genere che gli permettono di aumentare il suo reddito.

Con le sei incisioni dedicate agli Attori dell'Hotel de Bourgogne, tratte dalle opere di Grégoire Huret, e la cartella dedicata ai Commedianti Italiani, dalle opere di Charles Le Brun, Rousselet mostra un certo talento nel rappresentare la moda del suo tempo, concentrandosi anche nei dettagli minori dell'abbigliamento.
Il ritratto è un'altra tematica abbastanza popolare nel repertorio di Rousselet, alla quale egli dedica quasi un quarto della sua opera. Di tutti i ritratti da lui eseguiti di 32 non ne si conosce l'artista originale, 15 sono incise da opere di Le Brun, 11 da un disegno dello stesso Rousselet, 9 da opere di Philippe de Champaigne, e 11 da 11 artisti diversi, tra cui Louis Testelin, Peter Vary, William Guignard, Jean Valdor, Daniel Dumonstier e Gilbert de Seve.

Se agli inizi della sua carriera si dedicherà a questa tematica in modo non continuo, a partire dal 1641 si è potuto osservare un forte aumento di ritratti da lui incisi, eseguendone cinque all'anno tra il 1644 e il 1650, tre per anno tra il 1651 e il 1663, per inciderne poi solo quattro tra il 1664 e il 1670, a causa del suo nuovo ruolo di incisore ufficiale del Re Sole.

Quasi tutti i ritratti sono a tematica maschile, ad eccezione di quattro donne: Anna d'Austria, la duchessa di Savoia Christine de France, Isabella Clara Eugenia Infanta di Spagna e la principessa Anna di Gonzaga. A differenza di altri incisori come Antoine Gérard Masson o Edelinck Rousselet, Rousselet non cerca di magnificare la potenza dei suoi modelli, ma si concentra invece nella resa del temperamento del soggetto, mettendo in secondo piano la ricerca dei dettagli dei capelli e dell'abbigliamento, a beneficio dell'aspetto e dell'intensità psicologica del personaggio ritratto.

## Critica e retaggio
Considerato uno dei maggiori e abili incisori del XVII secolo, viene spesso messo in secondo piano dai puristi della tecnica incisoria, visto che all'interno del suo catalogo la maggior parte delle incisioni sono copie di opere di altri artisti, a differenza di artisti come Jacques Callot, Claude Mellan, Robert Nanteuil, Israel Silvestre, famosi per le loro incisioni originali di paesaggi, allegorie e ritratti.
La sua figura viene però ritenuta una delle più autorevoli tra gli incisori del suo tempo, paragonabile se non superiore a quella di William Chasteau, Jean-Louis Roullet, François Chauveau, Etienne Picard.
Lo stesso Pierre-Jean Mariette (1694–1774), collezionista e rivenditore di stampe e incisioni, definì il lavoro di Rousselet
e anche se fin dall'inizio viene considerato da alcuni ripetitivo, in lui si riconosce la capacità di aver rotto con le tecniche classiche incisorie del passato.
La lezione di Rousselet verrà assorbita da artisti come Robert Nanteuil, che anche se considera le sue incisioni più incentrate sul disegno rispetto al potere dell'evocazione dell'immagine, ne subisce l'influenza soprattutto nei suoi primi lavori, e nei suoi pupilli Gabriel Le Brun (1625-1660), fratello dell'amico Charles Le Brun e Etienne Picart.

Carriera artistica fu intrapresa da suo figlio Jean Rousselet (1656-1693) che divenne scultore.
Le sue incisioni sono oggi conservate in all'interno delle collezioni grafiche di alcuni dei più importanti musei del mondo, come il Musée du Louvre di Parigi, Il Metropolitan Museum of Art di New York, l'Accademia Carrara di Bergamo, l'Art Gallery of NSW a Sydney, la National Portrait Gallery di Londra, il Fitzwilliam Museum di Cambridge e la National Gallery of Irland di Dublino.